# Ом Парват
Ом Парват — гора в Гималаях, расположена в районе Дарчула на территории округа Питхорагарх в штате Уттаракханд в Индии, также частично расположена в Непале на территории района Дарчула провинции Судурпаштин-Прадеш. Высота горы — 5557 метр.

## Священный статус
Гора является священной в индуизме и почитается верующими. Лежащие на Ом Парвате вечные снега по форме напоминают священный индуистский символ «Ом» (ॐ).

## Описание
Гора Ом Парват и Ади-Кайлаш (Малый Кайлаш) разные горы, хотя в некоторых источниках может быть путаница и отождествление гор.
Гора Ом Парват является яблоком раздора между Индией и Непалом, которые не могут договориться о пограничной линии между двумя странами. Гора Ом Парват в настоящее время располагается на Индийско-Непальской границе; её сторона с символом ОМ — в Индии, а противоположная сторона — в Непале.
Гора Ом Парват впервые была покорена 8 октября 2004 года группой альпинистов из Англии, Шотландии и США. Из уважения к священному статусу горы, альпинисты не поднялись на самую вершину.